# Le Châtelier
Le Châtelier is een gemeente in het Franse departement Marne (regio Grand Est) en telt 59 inwoners (2009). De plaats maakt deel uit van het arrondissement Châlons-en-Champagne.

## Geografie
De oppervlakte van Le Châtelier bedraagt 11,3 km², de bevolkingsdichtheid is dus 5,2 inwoners per km².

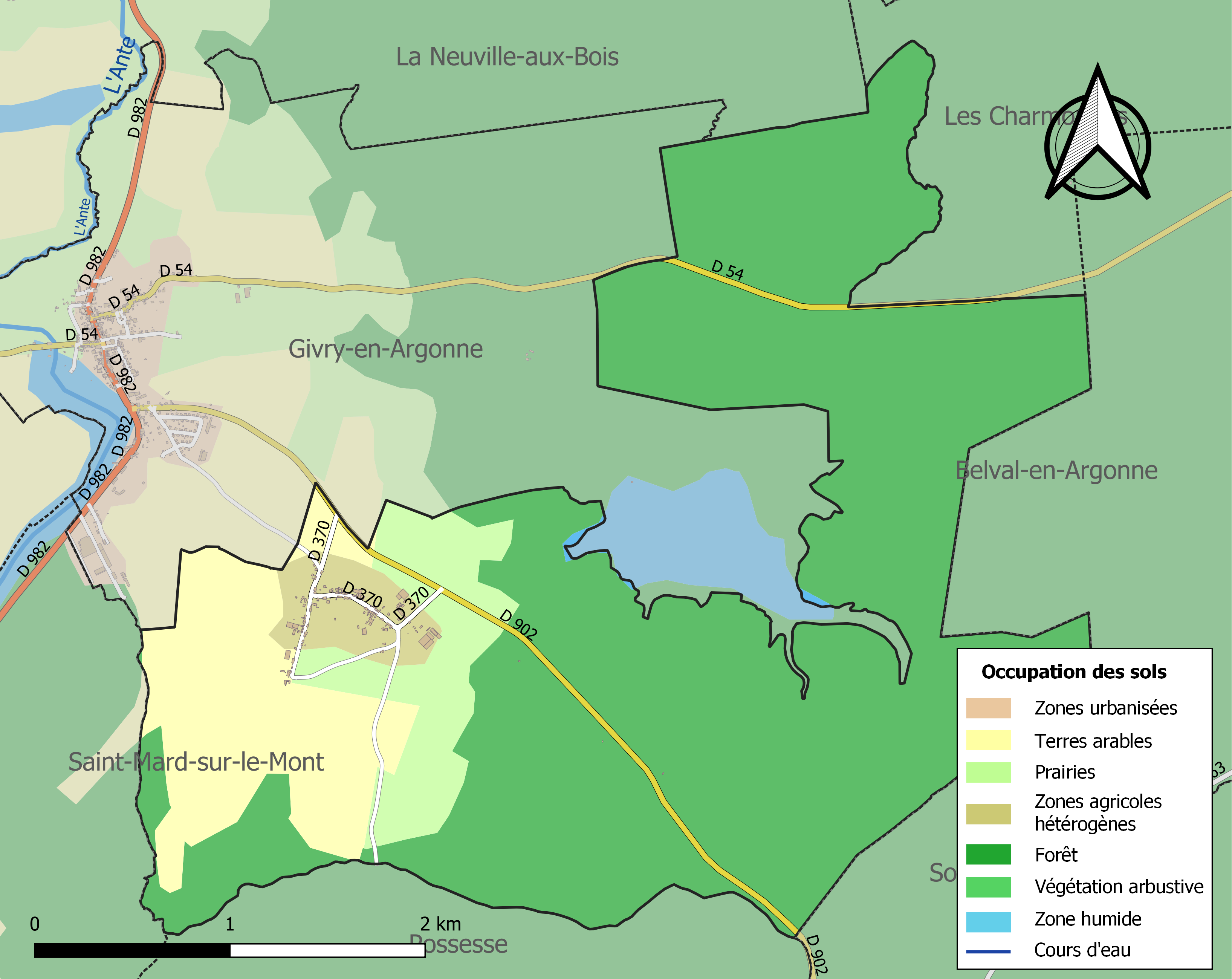
Kaart van de gemeente met de belangrijkste infrastructuur, bodemgebruik en omliggende gemeenten

## Demografie
Onderstaande figuur toont het verloop van het inwonertal (bron: INSEE-tellingen).

1. ↑  Populations de référence 2022.